# Vápeník
Vápeník este o comună slovacă, aflată în districtul Svidník din regiunea Prešov. Localitatea se află la altitudinea de 402 m deasupra n.m., se întinde pe o suprafață de 3,77 km2 și în 2017 număra 39 de locuitori.

## Istoric
Localitatea Vápeník este atestată documentar din 1600.

## Demografie
| An:                | 1994 | 2004    | 2014    | 2024   |
| ------------------ | ---- | ------- | ------- | ------ |
| Număr de persoane: | 62   | 47      | 41      | 37     |
| Diferență:         |      | −24,19% | −12,76% | −9,75% |

| An:                | 2023 | 2024 |
| ------------------ | ---- | ---- |
| Număr de persoane: | 37   | 37   |
| Diferență:         |      | +0%  |